# Juan Mercado
Juan Salvador Mercado Galvez, noto semplicemente come Juan Galvez (6 gennaio 1997), è un calciatore boliviano, difensore dell'Universitario Vinto.

## Caratteristiche tecniche
È un terzino destro.

## Carriera

### Club
Ha giocato nella prima divisione boliviana.

### Nazionale
Con la nazionale Under-20 boliviana ha preso parte al Sudamericano Under-20 2017 disputando quattro incontri.